# إدوين أثرتون
إدوين أثرتون (بالإنجليزية: Edwin Atherton) هو متحر أمريكي، ولد في 12 أكتوبر 1896 في واشنطن العاصمة في الولايات المتحدة، وتوفي في 31 أغسطس 1944 في الولايات المتحدة.